# Masha (inslagkrater)
Masha is een inslagkrater op de planeet Venus. Masha werd in 1997 genoemd naar Masha, een Russische meisjesnaam.
De krater heeft een diameter van 6,4 kilometer en bevindt zich in het quadrangle Meskhent Tessera (V-3).